# Amalthea (hold)
Az Amalthea (görögül Αμάλθεια) a Jupiter harmadik ismert természetes holdja (a bolygótól távolodva), és ötödikként felfedezték fel, innen a római számmal jelzett neve, a Jupiter V.
1892. szeptember 9-én fedezte fel Edward Emerson Barnard a Lick obszervatóriumban. Az Amalthea volt az utolsó hold, melyet közvetlen megfigyeléssel fedeztek fel, és ez volt az első a Galileo Galilei által 1610-ben felfedezett Galilei-holdak óta. Nevét a görög mitológiában található nimfa után kapta, aki a csecsemő Zeuszt (Jupiter) kecsketejjel nevelte.
A Jupiter belső holdjai közül a legnagyobb.
Az Amalthea nevet a Nemzetközi Csillagászati Unió (IAU) hivatalosan csak 1975-ben vette át, habár nem hivatalosan már évtizedekkel előtte használták Camille Flammarion ajánlására. 1975 előtt egyszerűen csak Jupiter V-ként ismerték, Barnard azon javaslata ellenére, hogy hívják Kolumbiának Amerika felfedezésének 400. évfordulójának alkalmából.
A holdat nem szabad összetéveszteni a 113 Amalthea nevű aszteroidával.

## Fizikai jellemzők
Az Amalthea a legvörösebb objektum a Naprendszerben, vörösebb a Marsnál is. A színt az a kén adja, amely az Ióról származik. Világoszöld foltok is feltűntek a hold lejtőin, de annak természete eddig ismeretlen.
Az Amalthea szabálytalan alakú, kiterjedése 270 × 168 × 150 km; hossztengelyével a Jupiter felé irányul. A felszín kráterekkel tarkított, néhány olyannal is, amely meglehetősen nagy a hold méretéhez képest. Pan, a legnagyobb kráter, 100 kilométeren át húzódik, és legalább 8 km mély. Egy másik, a Gaea, 80 km széles és valószínűleg kétszer olyan mély, mint a Pan. Az Amaltheának két ismert hegye van, a Mons Lyctas és a Mons Ida, melyek 20 kilométerre emelkednek ki az ottani környezetből.
A Jupiter összes többi belső holdjához hasonlóan az Amalthea is kötött tengelyforgású, és mindig a hosszú tengelye néz a bolygó felé. Az Ióhoz hasonlóan az Amalthea is több hőt sugároz ki, mint amennyit a Naptól kap. Ezt valószínűleg az az elektromos áram okozza, mely akkor keletkezik, mikor a hold keresztülhalad a Jupiter mágneses mezőjén.

## Amalthea a szépirodalomban
- Arthur C. Clarke Jupiter V című novellája (1951) az Amaltheán játszódik; cselekménye a hold gyenge gravitációján alapszik, és azt kutatja, mi történne, ha egy űrhajóst kihajítanának a felszínéről.
- Az Út az Amaltheára egy sci-fi történet, melyet Arkagyij és Borisz Sztrugackij írt 1959-ben.
- A 2001: Űrodüsszeia című regény korai változataiban az óriás monolit az Amalthea felszínén volt, ezt Arthur C. Clarke írta le The Lost Worlds of 2001 (2001 elveszett világa) című könyvében (1972).